# Waiblingen
Waiblingen é uma cidade da Alemanha localizada no distrito de Rems-Murr-Kreis, região administrativa de Estugarda, estado de Baden-Württemberg.